# Premi Maria Antònia Oliver de Novel·la
El Premi Maria Antònia Oliver de Novel·la, és un premi de novel·la en llengua catalana convocat pel Departament de Cultura de l'Ajuntament de Manacor i la Institució Pública Antoni Maria Alcover i entregat dins els Premis Ciutat de Manacor. Porta el nom de l'escriptora manacorina Maria Antònia Oliver.
Al premi s'hi poden presentar novel·les inèdites de temàtica lliure, escrites en català. Té una dotació de 5.000 euros i l'obra guanyadora es publica a l'editorial Món de llibres.

## Guanyadors
- 2013: Rosa Planas per Nòmina encriptada [2]
- 2014: Jaume Pons Lladó per Mentre el llop encara aleni [3]
- 2015: Maria Antònia Perelló Femenia per La venjança del lliri[4]
- 2016: Rosa Pagès Pallisé per Negra[5]
- 2017: Josep Masanés per Pluja de fang[6]
- 2018: Àngels Fitó per Aparicions, mixtures i altres revelacions,[7] posteriorment publicat amb el títol Divines mutacions[8]
- 2019: Xavier Gimeno per  Ofici de bastardia[9]
- 2020: Jordi Ortiz i Casas per La Casa dels Bressols[10]
- 2021: desert[11]
- 2022: Toni Arencón Arias per El blau de totes les ombres[12]